# Министерство образования Перу
Министерство образования Перу было создано 4 февраля 1837 года под названием Департамент народного просвещения, благотворительности и церковных дел.

## История министров
- 1990 Мерседес Кабанилас
- 28 июля 1990 г. Глория Хелфер Паласиос
- 12 декабря 1990 г. Оскар де ла Пуэнте
- 7 ноября 1991 г. Аугусто Антониолли
- 9 мая 1991 г. Альберто Вариллас
- 1993 Рауль Виттор
- 18 февраля 1994 г. Хорхе Треллес
- 13 октября 1994 г. Педро Виллена
- 1995 Данте Кордова
- 1996 Доминго Палермо
- 1999 Фелипе Гарсиа
- Июль 2000 г. Федерико Салас Гевара
- Ноябрь 2000 г. Марциал Рубио Корреа
- 2001 Николас Линч Гамеро
- 2002 Айзаноа Герардо дель Карпио
- 2003 Карлос Мальпика Фаустор
- 2004 Хавьера Сото
- 2006 Хосе Антонио Чанг
- 19 марта 2011 г. Виктор Рауль Диас Чавес
- 28 июля 2011 г. Патриция О'Брайен Салас
- 31 oct 2013, Jaime Saavedra Chanduví